# Terschellings volkslied
Oan Schylge is het volkslied van Terschelling (lokaal Fries: Schylge, Standaardfries: Skylge). Het lied is geschreven in 1854 door Jacob Sijbrands Bakker van West-Terschelling. Over het algemeen wordt gedacht dat de melodie zoals hij nu bestaat werd gecomponeerd door Hendrik Rotgans (1851-1910), maar het kon ook een ouder lied zijn. Vandaag de dag wordt gewoonlijk niet de hele tekst gezongen; het is gebruikelijker om slechts het eerste en laatste couplet te zingen.
Tekst van J. S. Bakker:
Oan Skîllinge.
(Skîlger tongslag.)
O Skîlge mîn lândje
Wat hab ik di jeaf,
O wa di net prîset
Di fînt mi toch deaf;
Dan slût ik mîn eeren,
Of geet it te bont,
Dan kan ik net swîje,
Mar straf se terstont.
O Skîlge mîn lândje!
Soa droeg en soa heag,
Wat leisto dir frolik
De Noardsé în 't eag.
Hoa trots bin dîn dunen
Hoa wît is dîn sân,
Hoa grien bin dîn helmen
Mîn jeaf Skîlgerlân.
O Skîlge mîn lândje,
Do leist mi oan 't hart,
Wa di net ris prîset,
Di dogt di te kort.
Soa lang asto steetste,
Soa fest op dîn sân,
Wæs fol brave minsken
Mîn jeaf Skîlgerlân!
J. S. Bakker.
De taal van de liedtekst is het Friese dialect Westers.
Oan Schylge
O, Schylge myn lântse,
wat hab ik dy jeaf
|: Al wa dy net priizet,
dy fynt my toch deaf:|
Dan slút ik myn earen,
of geet it te bont
|: Dan kan ik net swye,
mar straf se terstont:|
O Schylge, myn lântse,
sò droeg en sò heag
|: Wat leisto dir froalik,
de Noardsee yn't eag:|
Hò trots bin dyn dunen,
hò wyt is dyn sân
|: Hò grien bin dyn helmen,
myn jeaf Schylgerlân:|
O Schylge, myn lântse,
do leist my oant hort
|: Wa dy net ris priizet,
dy dogt dy te kort:|
Sò lang asto steeste,
sò fest op dyn sân
|: Wês fol brave minsken,
myn jeaf Schylgerlân:|